# Jatiroto (Wonogiri)
Jatiroto is een bestuurslaag in het regentschap Wonogiri van de provincie Midden-Java, Indonesië. Jatiroto telt 3556 inwoners (volkstelling 2010).